# الانتخابات الرئاسية الغينية 2020
أجريت الانتخابات الرئاسية في غينيا في 18 أكتوبر 2020. كان الرئيس الحالي ألفا كوندي يترشح لولاية ثالثة. وقد تحداه رئيس الوزراء السابق سيلو دالين ديالو بالإضافة إلى العديد من المرشحين الآخرين.

## الخلفية
يحدد الدستور الغيني تولي الرئيس بفترتين. ومع ذلك، تضمنت التغييرات في الدستور الجديد الذي مُرر في الاستفتاء الدستوري المثير للجدل في وقت سابق من العام إعادة تعيين الشروط الرئاسية للسماح للرئيس الحالي ألفا كوندي بالترشح لولاية ثالثة. وقد قاطع معظم المعارضة كلاً من الاستفتاء والانتخابات التشريعية التي جرت متزامنة معها، وشابتها الاحتجاجات.
خاض رئيس الوزراء السابق سيلو دالين ديالو، الذي خاض الانتخابات ضد كوندي واحتل المركز الثاني في الانتخابين الرئاسيين السابقتين، الانتخابات مرة أخرى بعد أن فكر أولاً في مقاطعة التصويت، وكان يُنظر إليه على أنه المنافس الرئيسي. استمرت الاحتجاجات ضد الرئيس الحالي طوال العام. وتعرضت الاحتجاجات لقمع شديد من قبل قوات الأمن راح ضحيتها عدد من المدنيين.

## النظام الانتخابي
أجريت الانتخابات باستخدام نظام الاقتراع على دورتين، مع إجراء دورة ثانية بين الفائزين الأولين في 24 نوفمبر 2020 إذا لم يحصل أي مرشح على أكثر من 50٪ من الأصوات في الجولة الأولى.

## نتائج
أُبلغ عن التقديرات الأولية التي أشارت إلى تقدم ديالو. في 19 أكتوبر، أعلن ديالو نفسه فائزًا في الانتخابات على الرغم من عدم معرفة النتائج الرسمية بعد، بناءً على معلومات الاقتراع التي جمعها حزبه. وندد الرئيس الحالي بهذا الإعلان ووصفه بأنه «غير مسؤول وخطير». وتوقعت مفوضية الانتخابات اعلان النتائج الرسمية نهاية الاسبوع. مع فرز 96.14 ٪ من النتائج، أعلنت اللجنة الانتخابية الوطنية المستقلة أن الرئيس الحالي ألفا كوندي هو الفائز في الجولة الأولى بنسبة 59.49 ٪ من الأصوات في 24 أكتوبر.
| المرشح                          | المرشح                          | الحزب                             | الأصوات   | %      |
| ------------------------------- | ------------------------------- | --------------------------------- | --------- | ------ |
|                                 | ألفا كوندي                      | تجمع الشعب الغيني                 | 2٬438٬815 | 59.50  |
|                                 | سيلو دالين ديالو                | اتحاد القوى الديمقراطية في غينيا  | 1٬372٬920 | 33.49  |
|                                 | إبراهيما أبي سيلا               | جيل جديد للجمهورية                | 63٬676    | 1.55   |
|                                 | عثمان كابا                      | حزب الديمقراطيين من أجل الأمل     | 48٬623    | 1.19   |
|                                 | عثمان دوريه                     | الحركة الوطنية للتنمية            | 46٬235    | 1.13   |
|                                 | ماكالي كامارا                   | جبهة التحالف الوطني               | 29٬958    | 0.73   |
|                                 | ماكالي تراوري                   | حزب العمل المدني للعمل            | 29٬589    | 0.72   |
|                                 | Abdoul Kabèlè Camara            | تجمع غينيا للتنمية                | 22٬507    | 0.55   |
|                                 | عبد الله كروما                  | التجمع من أجل النهضة والتنمية     | 19٬073    | 0.47   |
|                                 | منديوف مورو سيديبي              | التحالف من أجل قوى التغيير        | 10٬362    | 0.25   |
|                                 | لاي سليمان ديالو                | حزب الحرية والتقدم                | 9٬619     | 0.23   |
|                                 | بويا كوناتي                     | اتحاد الدفاع عن المصالح الجمهورية | 7٬544     | 0.18   |
| المجموع                         | المجموع                         | المجموع                           | 4٬098٬921 | 100.00 |
|                                 |                                 |                                   |           |        |
| الأصوات الصحيحة                 | الأصوات الصحيحة                 | الأصوات الصحيحة                   | 4٬098٬921 | 96.05  |
| الأصوات الباطلة والفارغة        | الأصوات الباطلة والفارغة        | الأصوات الباطلة والفارغة          | 168٬653   | 3.95   |
| مجموع الأصوات                   | مجموع الأصوات                   | مجموع الأصوات                     | 4٬267٬574 | 100.00 |
| الناخبين المسجلين ومعدل الإقبال | الناخبين المسجلين ومعدل الإقبال | الناخبين المسجلين ومعدل الإقبال   | 5٬367٬198 | 79.51  |
| المصدر: CENI Guinea             |                                 |                                   |           |        |

## ما بعد الحدث
دعا ديالو إلى تنظيم مظاهرات حاشدة بعد أن صادقت لجنة الانتخابات على فوز كوندي. وشهدت فترة ما بعد الانتخابات احتجاجات وطنية قُتل خلالها ما لا يقل عن 12 شخصًا على أيدي قوات الأمن، من بينهم طفلان في كوناكري. في سبتمبر 2021، أطاح الجيش بالرئيس كوندي واحتجزه.